# The Inbetweeners

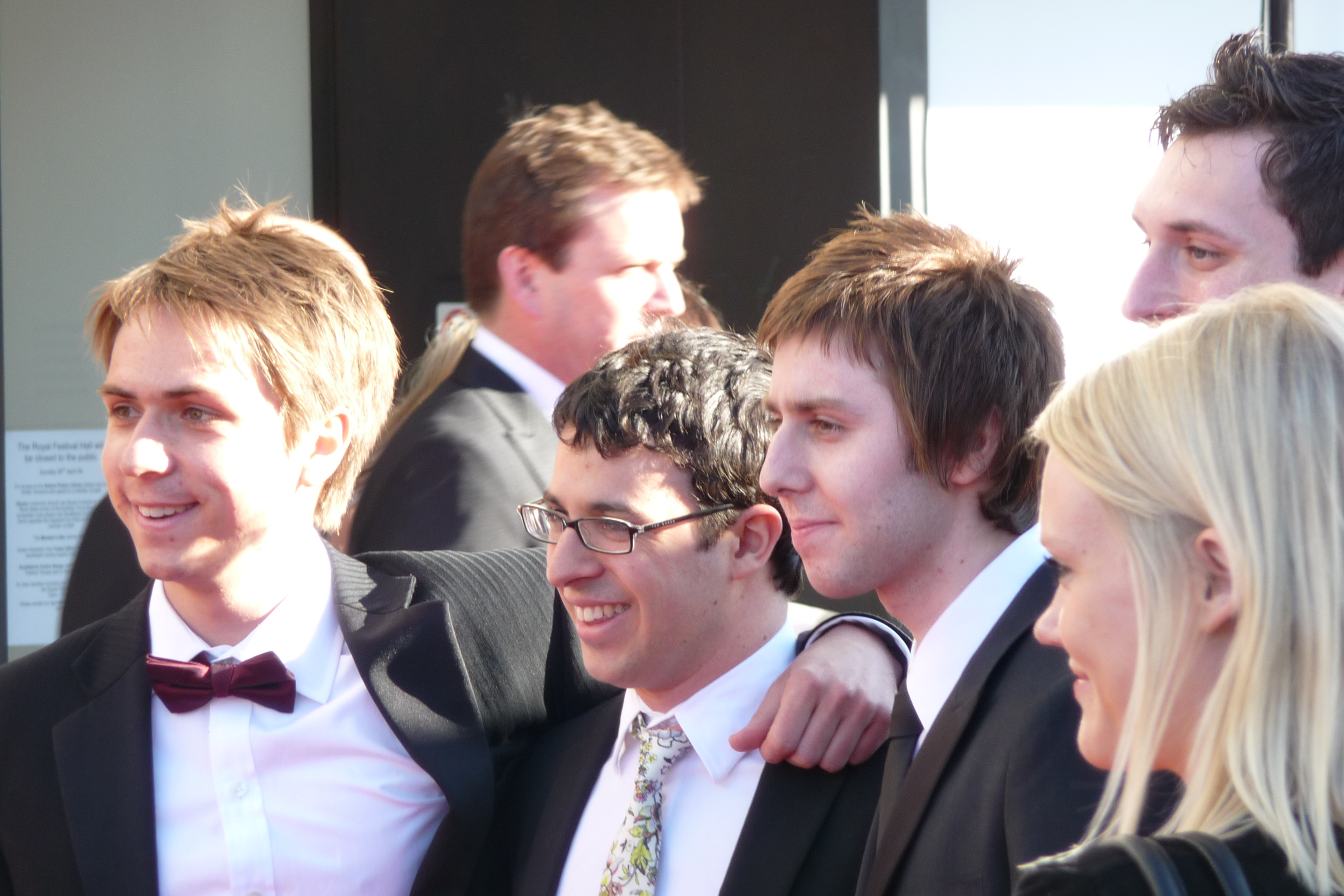
Cast van The Inbetweeners

The Inbetweeners is een Britse sitcom over een groep tienervrienden. De serie is geschreven door Damon Beesley en Lain Morris. Het is de eerste comedyserie die gemaakt is voor de Britse digitale zender E4.
Er zijn drie seizoenen gemaakt met ieder zes afleveringen.
In Nederland werd de tweede serie door Veronica uitgezonden.
In september 2010 verklaarde de schrijver dat het derde seizoen de laatste zou zijn. Wel hintte hij naar een eenmalige aflevering om de verhalen van de karakters af te ronden na de film. Eind oktober 2010 maakte de zender E4 bekend dat er na het uitbrengen van de film twee nieuwe afleveringen zouden worden uitgezonden. Dit bericht werd in maart 2011 tegengesproken door hoofdrolspeler Simon Bird, de film zou de afsluiter van de serie zijn.
MTV bestelde in september 2010 een pilotaflevering voor een Amerikaanse remake. De zender maakte in maart 2011 bekend er twaalf afleveringen van de remake in 2012 zouden worden uitgezonden.

## Verhaal
De serie volgt Will McKenzie, die van een particuliere school naar een overheidsschool gaat vanwege de financiële problemen van zijn moeder. Op zijn eerste dag hoopt hij vooral vrienden te maken. Als Simon Cooper hem moet rondleiden op de school, sluit hij zich aan bij zijn vrienden, de oversekste Jay Cartwright en de slome Neil Sutherland. Die horen niet bij de populaire groep maar ook niet bij de onpopulaire groep, ze zitten ertussenin.

## Rolverdeling
| Acteur         | Personage       | Opmerkingen                                                                                 |
| -------------- | --------------- | ------------------------------------------------------------------------------------------- |
| Simon Bird     | Will McKenzie   | Will is nieuw op een overheidsschool en probeert nieuwe vrienden te maken.                  |
| Joe Thomas     | Simon Cooper    | Simon is de oudste van de groep en is al jaren verliefd op hetzelfde meisje, Carli D'Amato. |
| James Buckley  | Jay Cartwright  | Jay is oversekst en vertelt vooral sterke verhalen aan zijn vrienden.                       |
| Blake Harrison | Neil Sutherland | Neil is de slome van de groep en gelooft alles wat Jay zegt.                                |

## Prijzen en nominaties
- Beste Nieuwe TV Comedy, British Comedy Awards 2008
- Best Mannelijke Comedy Nieuwkomer (Simon Bird), British Comedy Awards 2008
- Beste Nieuwe Britse TV Sitcom, The Comedy.co.uk Awards 2008
- Best Comedy Show, TV Quick & TV Choice Awards 2009
- Genomineerd voor Best Situation Comedy, British Academy Television Awards 2009
- Best TV Show, NME Awards 2010
- Genomineerd voor Best Situation Comedy, British Academy Television Awards 2010
- YouTube Audience Award, British Academy Television Awards 2010
- Beste Situation Comedy, Rose d'Or 2010

## Film
In augustus 2010 zijn de opnames voor de film The Inbetweeners Movie begonnen in Malia op Kreta. De film is in Nederland in januari 2012 uitgekomen. In 2013 werden de opnames gestart van een vervolg: The Inbetweeners 2.